# マダガスカルの国章
マダガスカルの国章（マダガスカルのこくしょう）は、アフリカ東部の国、マダガスカル共和国の国章。
国章は、黄色の円形をしている。中央には白地の円形の中にマダガスカルの地図が赤で描かれており、マダガスカル島と付属する2つの島が示されている。地図の下部にはゼブーの頭が赤で描かれている。地図の外側から上方に向けて太陽光線のように緑と赤の線が放射状に伸びている。
国章の最上部には、国の正式名称であるマダガスカル共和国をマダガスカル語で書いた「REPOBLIKAN'I MADAGASIKARA」という文字が弧に沿って大きく書かれている。また最下部には、白地の中に「祖国、自由、進歩」を意味する「TANINDRAZANA - FAHAFAHANA - FANDROSOANA」の文字が書かれている。

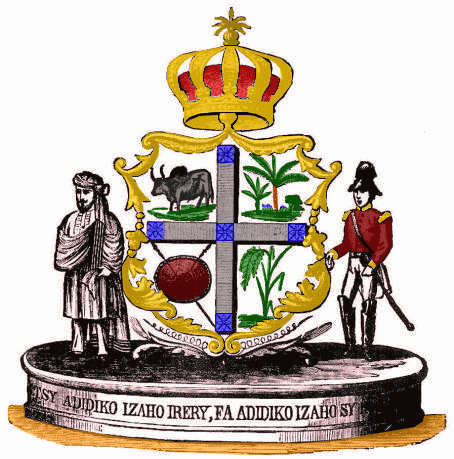
ラナヴァルナ2世個人の紋章
マラガシ保護領の紋章（1896年）
フランス領マダガスカルの紋章 (1897年-1958年)
1958年–1975年の国章
1975年–1992年の国章
1992年–1998年の国章